# Шафариков триод
Шафариков триод је ћирилични пергаментни рукопис с краја 12. века. 
Према И.А.Карабинову, то је најстарији сачувани старословенски триод. Садржи 151 лист, почетак, крај и неки листови из средине триода су изгубљени. Отвара се 7. каноном канона у суботу ујутру Сирне недеље, а завршава се каноном на јутрењу Педесетнице.
Судећи по језичким особеностима, створила га је Охридска књижевна школа. Записано ћирилицом са глагољским уметцима. Претпоставља се да је рукопис имао вербални прототип .
Триода припада значајним рукописима који користе музички знак фита (грчки тета), а садржи 55 одговарајућих знакова, који чине 9 група са различитим фреквенцијама појављивања у тексту. Означава најраније појављивање теме хаплоун међу ћириличним споменицима, начин писања фита, у комбинацији са удвојеним знаковима певачке нотације: окси-дипли, вариа-пијазма и апостроф .
Раније је рукопис припадао Павлу Шафарику, сада се чува у Руској националној библиотеци (бр. Ф.п. И.74).